# Atletica leggera ai Giochi della VIII Olimpiade - 1500 metri piani

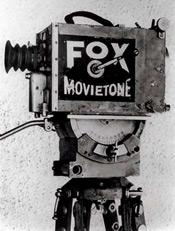
Video della Finale (durata: 2'17". Frammenti della gara sono mostrati dal minuto 0:35 al minuto 0:58)

La competizione dei 1500 metri piani di atletica leggera ai Giochi della VIII Olimpiade si tenne nei giorni  9 e 10 luglio 1924 allo Stadio di Colombes a Parigi.

## L'eccellenza mondiale
| Primatista mondiale ed europeo | 3'52"6 | Paavo Nurmi    | Presente |
| Record olimpico: 1912          | 3'56"8 | Arnold Jackson | Ritirato |
| Primatista stagionale          | 3'55"8 | Ray Buker      | Presente |

1. ↑  Il 19 giugno.
2. ↑  Fino all'8 luglio.

## La gara
Paavo Nurmi è il primatista mondiale con 3'52"6, tempo con cui ha vinto le selezioni olimpiche nazionali di giugno.
In finale Nurmi si pone subito in testa e conduce la gara in solitaria fino alla fine, con una prestazione che gli vale il primato dei Giochi.
Per il finlandese è un buon riscaldamento: dopo meno di un'ora lo aspetta la finale dei 5000 metri.

## Risultati

### Turni eliminatori
| 6 Batterie | 9 luglio  | 40 iscritti    | Si qualificano i primi 2. |
| Finale     | 10 luglio | 12 concorrenti |                           |

### Batteria
| Pos. | Atleta           | Nazione   | Tempo  |
| ---- | ---------------- | --------- | ------ |
| 1    | René Wiriath     | Francia   | 4'13"8 |
| 2    | Jaakko Luoma     | Finlandia | 4'14"8 |
| 3    | Ferdinand Friebe | Austria   | 4'15"8 |
| 4    | Mohamed El-Sayed | Egitto    | n/d    |
| 5    | István Grósz     | Ungheria  | n/d    |

| Pos. | Atleta          | Nazione          | Tempo  |
| ---- | --------------- | ---------------- | ------ |
| 1    | Willy Schärer   | Svizzera         | 4'06"6 |
| 2    | Douglas Lowe    | Gran Bretagna    | 4'07"2 |
| 3    | William Spencer | Stati Uniti      | 4'08"4 |
| 4    | Léon Fourneau   | Belgio           | n/d    |
| 5    | Pala Singh      | India Britannica | n/d    |
| -    | Clifford Davis  | Sudafrica        | Rit.   |

| Pos. | Atleta            | Nazione       | Tempo  |
| ---- | ----------------- | ------------- | ------ |
| 1    | Paavo Nurmi       | Finlandia     | 4'07"6 |
| 2    | Sonny Spencer     | Gran Bretagna | 4'09"0 |
| 3    | Albert Larsen     | Danimarca     | 4'11"5 |
| 4    | René Jubeau       | Francia       | 4'14"5 |
| 5    | Aleksander Antson | Estonia       | n/d    |
| 6    | Ferruccio Bruni   | Italia        | n/d    |
| 7    | Daniel Eslava     | Messico       | n/d    |
| 8    | Józef Jaworski    | Polonia       | n/d    |

| Pos. | Atleta             | Nazione     | Tempo  |
| ---- | ------------------ | ----------- | ------ |
| 1    | Arvo Peussa        | Finlandia   | 4'17"4 |
| 2    | Ray Watson         | Stati Uniti | 4'17"9 |
| 3    | Disma Ferrario     | Italia      | 4'18"5 |
| 4    | Jan Zeegers        | Paesi Bassi | 4'21"0 |
| 5    | Jack Newman        | Australia   | n/d    |
| 6    | Joseph Van Der Wee | Belgio      | n/d    |
| 7    | Stefan Kostrzewski | Polonia     | n/d    |

| Pos. | Atleta              | Nazione       | Tempo  |
| ---- | ------------------- | ------------- | ------ |
| 1    | Henry Stallard      | Gran Bretagna | 4'11"4 |
| 2    | Ray Buker           | Stati Uniti   | 4'12"8 |
| 3    | Rolph Barnes        | Canada        | 4'13"1 |
| 4    | Louis Philipps      | Francia       | 4'13"4 |
| 5    | Angelo Davoli       | Italia        | n/d    |
| 6    | Lyuben Karastoyanov | Bulgaria      | n/d    |

| Pos. | Atleta             | Nazione        | Tempo  |
| ---- | ------------------ | -------------- | ------ |
| 1    | Lloyd Hahn         | Stati Uniti    | 4'06"8 |
| 2    | Frej Liewendahl    | Finlandia      | 4'07"4 |
| 3    | Cyril Ellis        | Gran Bretagna  | 4'08"1 |
| 4    | Robert Chottin     | Francia        | 4'14"8 |
| 5    | Malcolm Boyd       | Australia      | n/d    |
| 6    | Vilém Šindler      | Cecoslovacchia | 4'23"6 |
| 7    | Ömer Besim Koşalay | Turchia        | n/d    |
| -    | Giovanni Garaventa | Italia         | Rit.   |

### Finale
È ufficializzato solo il tempo del primo classificato.
| Pos.    | Atleta          | Atleta | Nazione       | Tempo ufficiale | Tempo ufficioso |
| ------- | --------------- | ------ | ------------- | --------------- | --------------- |
| Oro     | Paavo Nurmi     | 27     | Finlandia     | 3'53"6          |                 |
| Argento | Willy Schärer   | 21     | Svizzera      |                 | 3'55"0          |
| Bronzo  | Henry Stallard  | 23     | Gran Bretagna |                 | 3'55"6          |
| 4       | Douglas Lowe    | 22     | Gran Bretagna |                 | 3'57"0          |
| 5       | Ray Buker       | 25     | Stati Uniti   |                 | 3'58"6          |
| 6       | Lloyd Hahn      | 26     | Stati Uniti   |                 | 3'59"0          |
| 7       | Ray Watson      | 26     | Stati Uniti   |                 | 4'00"0          |
| 8       | Frej Liewendahl | 22     | Finlandia     |                 | 4'00"3          |
| 9       | Arvo Peussa     | 24     | Finlandia     |                 | 4'00"6          |
| 10      | René Wiriath    | 25     | Francia       |                 | 4'02"8          |
| 11      | Sonny Spencer   | 21     | Gran Bretagna |                 | 4'03"7          |
| 12      | Jaakko Luoma    | 27     | Finlandia     |                 | 4'03"9          |